# Сафаров, Ибрагим Сафарович
Ибрагим Сафарович Сафаров (азерб. İbrahim Səfər oğlu Səfərov, 28 августа 1913 — 22 ноября 1998 года) — советский, азербайджанский учёный, профессор, член-корреспондент Академии Наук Азербайджанской Республики, заслуженный лесовод, общественный и государственный деятель.

## Биография
Родился 28 августа 1913 года в селе Гушчи в Шемахе. Закончил Закавказский лесотехнический институт в Тбилиси и Всесоюзный заочный юридический институт. Во время Второй Мировой войны участвовал в освобождении Бессарабии.
Доктор сельскохозяйственных наук, профессор, известный дендролог Ибрагим Сафаров на протяжении 40 лет входил в руководство Общества Охраны Природы в качестве заместителя председателя, а затем председателя Общества. Более 30 лет был депутатом Бакинского Городского Совета, руководил Агросоветом. Под его научным руководством был разработан ряд проектов важного хозяйственного и природоохранного значения, в том числе, в Ставропольском крае, Санданском районе Болгарии. Один из активных участников создания и соавторов Красной Книги СССР и Азербайджана.

Скончался 22 ноября 1998 года, в Баку.

## Некоторые даты деятельности
- 1942—1945 годы — участник Второй Мировой Войны
- 1945—1952 годы — первый заместитель министра лесного хозяйства Азербайджанской Республики
- 1952—1953 годы — заместитель Председателя Совета Министров Азербайджанской ССР, министр совхозов.
- 1953—1961 годы — директор Института Земледелия
- 1961—1987 годы — заведующий отделом лесоведения Института ботаники Академии Наук Азербайджана
- С 1980 года — член-корреспондент Академии Наук Азербайджанской Республики.

## Награды
Награждён 20-ю медалями и орденами СССР и Азербайджанской Республики, в тогм числе, орденом «Знак Почета», орденом «Слава» (Шохрат).

## Монографии
- Леса Кавказа. Владикавказ, 1991.
- Редкие деревья и кустарники лесов Азербайджана. Баку, Маариф, 1985
- Платан Восточный. Баку, Азернешр, 1981
- Субтропические леса Талыша. Баку, Элм, 1979

О деятельности Ибрагима Сафарова рассказывают многочисленные публикации периодических изданий, таких как «Природа», «Вокруг Света», а также документальный фильм «Где гнездится горлица» (Азербайджантелефильм, 1984).